# Schmatzerlköchel
Der Schmatzerlköchel ist eine 667 m hohe bewaldete Felskuppe in den Bayerischen Voralpen innerhalb des Naturschutzgebietes Murnauer Moos in Bayern. Zusammen mit Steinköchel, Wiesmahdköchel und Langer Köchel erheben sich die Köchel wie Inseln aus dem Murnauer Moos.